# Karl Rungenhagen
Karl Rungenhagen   (Berlín, 27 de setembre de 1778 - Berlín, 21 de desembre de 1851) va ser un compositor i professor de música alemany.

## Biografia
Rungenhagen va abandonar els primers estudis d'art de la mà del pintor Daniel Chodowiecki i es va unir a la companyia comercial del seu pare. Va treballar-hi des del 1796 fins a la mort del seu pare, després de la qual es va dedicar completament a la música.
Rungenhagen es va convertir en membre de la Sing-Akademie zu Berlin el 1801 i va ser alumne de Karl Friedrich Zelter. El 1815 es va convertir en el seu subdirector, i va assumir la seva direcció el 1833 com a successor de Zelter. L'elecció de Rungenhagen al seu càrrec per l'Assemblea General de l'Akademie no va estar exempta de controvèrsia. Entre els competidors hi havia l'alumne de Zelter, Felix Mendelssohn. La famosa reactivació reeixida de Mendelssohn de la Passió segons sant Mateu de Johann Sebastian Bach a l'Akademie el 1829, va resultar insuficient per a ell guanyar el lloc, ni tampoc el fet que Fèlix i els membres de La família Mendelssohn havia cantat durant molts anys a l'Akademie i hi donava suport. Alguns han suposat que l'èxit de Rungenhagen es va deure al sentiment anti-jueu. La pèrdua de les eleccions podria haver motivat Mendelssohn a donar l'esquena a Berlín.
Com a director de l'Akademie, Rungenhagen va continuar el renaixement de la música de Bach; el 1833 va dirigir la primera representació de la Passió segons sant Joan de Bach després de la mort de Bach. El 1835 va interpretar una interpretació gairebé completa de la missa de Bach en si menor. Rungenhagen es va dedicar als oratoris de Händel, amb cinc representacions el 1840, però també va realitzar oratoris contemporanis, inclòs Ruth del seu alumne Karl Anton Eckert i la seva pròpia Judith. Va dirigir 30 nous oratoris amb la Sing-Akademie. Com a compositor, va crear sobretot música d'església, oratoris, cantates i cançons.
Rungenhagen també va treballar a l'Acadèmia d'Arts de Prússia a Berlín com a pedagog de música, nomenat professor el 1843. Entre els seus estudiants hi havia Albert Lortzing, Louis Lewandowski, Stanisław Moniuszko,August Conradi i Alexander Ernst Fesca. Rungenhagen també era membre d'una lògia maçònica a Berlín.
Rungenhagen va morir als 73 anys a Berlín el desembre de 1851 i va ser enterrat al cementiri de Dorotheenstadt. El seu successor com a director de l'Akademie va ser Eduard Grell.

## Obres seleccionades
- Aus der Tiefe ruf'ich, Herr per a soprano, cor de quatre parts i orgue o piano
- Friedens-Cantate Berlin, imprès a W. Dieterici, 1816
- Te Deum, Berlín, imprès a W. Dieterici, 1816
- Stabat mater dolorosa (amb text llatí i alemany) per a dos soprano i un sol sol, Op. 24, Berlín, Trautwein, 1826
- Christi Einzug a Jerusalem, 1834